# كأس العالم تحت 19 سنة لكرة السلة 2007
أقيمت بطولة العالم لكرة السلة لعام 2007 تحت 19 سنة في صربيا ، من 12 يوليو إلى 22 يوليو 2007. فازت الدولة المضيفة بالبطولة بعد فوزها على الولايات المتحدة 74-69 في النهائي.  وحصل ميلان ماتشيفان على جائزة أفضل لاعب في البطولة.

## الترتيب النهائي
| الترتيب | المنتخب          | مجموع النقاط |
| ------- | ---------------- | ------------ |
| Gold    | صربيا            |              |
| Silver  | الولايات المتحدة |              |
| Bronze  | فرنسا            |              |
| 4       | البرازيل         |              |
| 5       | أستراليا         |              |
| 6       | الأرجنتين        |              |
| 7       | تركيا            |              |
| 8       | إسبانيا          |              |
| 9       | كندا             |              |
| 10      | ليتوانيا         |              |
| 11      | كوريا الجنوبية   |              |
| 12      | الصين            |              |